# کلاوس روربورن
کلاوس روربورن (به آلمانی: Klaus Röhrborn) (متولد ۱۰ ژانویه ۱۹۳۸) شرق‌شناس آلمانی و استاد دانشگاه گوتینگن بود.

## آثار
کتاب نظام ایالات در دوره صفویه از ک‍لاوس ره‍رب‍رن با ترجمهٔ کیکاوس جهانداری در سال ۱۳۴۹ منتشر و برندهٔ جایزه کتاب سال سلطنتی شد.